# Jenny Schweminski
Jenny Clara Maria Schweminski (* 15. März 1859 in Posen; † 5. Juni 1937 in Berlin) war eine deutsche Kunstmalerin, die vor allem Landschaften und Stillleben malte, insbesondere Motive aus der Umgebung von Potsdam, dem Spreewald und dem Harz.

## Leben

### Jugend und Familie
Jenny Schweminski wurde geboren als zweite Tochter des Johannes Schweminski (* 27. Juli 1812 in Lichnau; † 25. Jun. 1878 Posen). Johannes Schweminski besuchte das Gymnasium in Konitz und studierte in Breslau Philosophie und Literaturgeschichte. Er war Oberlehrer und später Professor am Königlichen Mariengymnasium in Posen. Seine Familie stammte aus der Koschneiderei in Westpreußen. Jenny Schweminskis Mutter war Helene Florentine Reisiger, Tochter des Kommissionsrates Reisiger aus Posen. Jenny Schweminski hatte eine drei Jahre ältere Schwester, Anna Hedwig Maria Kawerau, geb. Schweminski (* 31. Dez. 1856 Posen; † 23. Jul. 1943 Hamburg), verheiratet mit Rechnungsrat und Reichsbankdirektor Georg Wilhelm Daniel Kawerau in Posen. Ein Großneffe Jenny Schweminkis, Kurt Willi Behrendt (* 1906 in Berlin-Wedding; † 1975 in Berlin-Tempelhof), arbeitete nebenberuflich ebenfalls als Künstler in Berlin.
Jenny Schweminski war eine Tante 4. Grades des Bischofs von Kulm, Augustinus Johann Rosentreter (1844–1926).
Sie studierte in Berlin und Paris.

### Leben als Malerin
In Berlin wohnte sie bis zu ihrem Lebensende in der Wichmanstraße in Berlin-Tiergarten. Sie stellte u. a. in der Großen Orangerie des Schlosses Charlottenburg in Berlin aus.
Jenny Schweminski war von 1892 bis 1901 Mitglied des Vereins der Berliner Künstlerinnen 1867 e. V. (VdBK). 1901 wurde sie Mitglied im Berliner Lokal-Verein der Deutschen Kunstgenossenschaft. Sie war weiterhin Mitglied im Reichsverband bildender Künstler Deutschlands, in der Allgemeinen Deutschen Kunstgenossenschaft sowie Vorstand im Ring der deutschen Kunstschaffenden.
Aufzeichnungen ihres Neffen Karl Eugen Andreas Schweminski zufolge soll Jenny Schweminski Mitglied der Preußischen Akademie der Künste gewesen sein, was das Historische Archiv der Akademie der Künste jedoch nicht bestätigen konnte.
Jenny Schweminski starb 1937 im Alter von 78 Jahren im Berliner Krankenhaus Westend. Sie war unverheiratet.

## Malerei

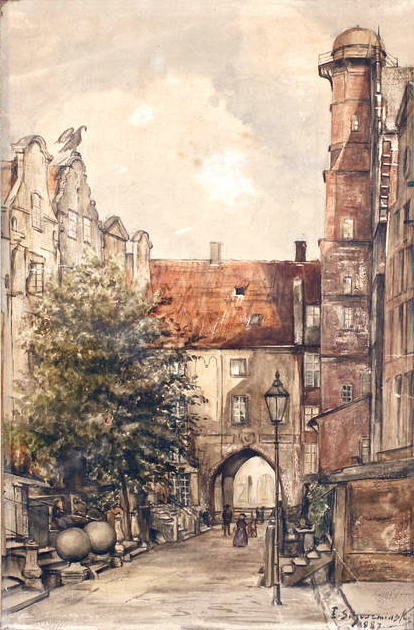
Frauengasse Danzig, 1887

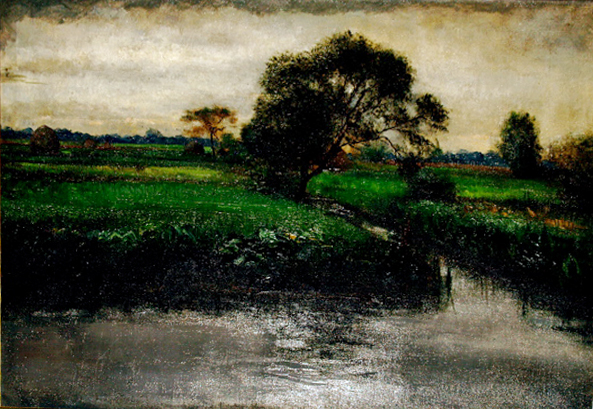
Flusslandschaft

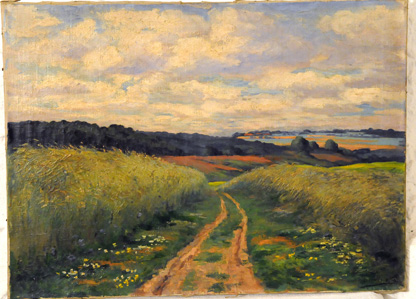
Weg durch die Felder

### Zielgruppe
Jenny Schweminski verkaufte, wie Rechnungen belegen, ihre impressionistischen Gemälde an Fürstenhöfe und Kreuzfahrtschiffe.

### Werke (Auswahl)
- Fliederstilleben in freier Natur
- Flusslandschaft[18]
- Frauengasse Danzig, Aquarell, 47,5 × 31,6 cm (1887)[19]
- Harzstädtchen, Öl auf Leinwand, 21,9 × 34,6 cm
- Landschaft mit einem See vor einer Hügelkette, Öl/Leinwand
- Nelken I[20]
- Nelken II (vor 1919)[20]
- Wannsee[18]
- Waldsee (Öl auf Leinwand, 79 cm × 99,5 cm)
- Weg durch die Felder, Öl auf Leinwand, 50 × 75 cm (o. J.)[21]
- Weizenfeld mit Garben[18]

### Ausstellungen (Auswahl)
- 1896[22]
- 1901[22]
- 1911 Gemälde-Abteilung der ersten Berliner „Juryfreien Kunstschau“[23]

### Nachlass
Ein Teil ihrer Gemälde und Aquarelle befand sich im Besitz der Hamburger Familie Schweminski. Ein Großteil dieser Werke ist bei Bombenangriffen 1943 in Hamburg verbrannt. Mindestens vier von Jenny Schweminskis Werken wurden 2010 auf dem deutschen Kunstmarkt gehandelt.